# Euclimacia horstaspoecki
Euclimacia horstaspoecki là một loài côn trùng trong họ Mantispidae thuộc bộ Neuroptera. Loài này được Ohl miêu tả năm 2004.